# Referendum we Francji 5 maja 1946 roku
Referendum we Francji 5 maja 1946 roku zostało przeprowadzone w celu poddania pod głosowanie uchwalonej 19 kwietnia konstytucji. Minimalna większość głosujących opowiedziała się za jej odrzuceniem.
| Tytuł            |            |
| ---------------- | ---------- |
| Głosów za        | 9 455 368  |
| Głosy przeciw    | 10 585 683 |
| % Głosów za      | 47,18%     |
| % Głosów przeciw | 52,82%     |

|                       | % głosów | głosujących |
| --------------------- | -------- | ----------- |
| Razem głosujących     | 100,00%  | 25 829 425  |
| Absencja              | 20,37%   | 5 261 454   |
| Błędne lub brak głosu | 2,04%    | 526 920     |
| Razem                 | 100%     |             |